# Língua nanai
A língua Nanai (também Gold ou Hezhen) é falada pelos Nanais da Sibéria e em quantidade bem menor em  Heilongjiang, China, onde é conhecida como Hezhe.  A língua tem cerca de 1.400 falantes dentre os 17 mil nanais étnicos, mas a maioria dos falantes, em especial os jovens, usa com fluência também a língua russa ou o chinês. A maioria pode usar essas línguas para comunicação.

## Nome
Na China, a língua é chamada hè zhé yǔ (em escrita chinesa: 赫哲语). Os Nanais locais se referem a si próprios como  /na nio/, /na bəi/, /na nai/ (todos significando "povo local"), /ki lən/, and /χə ɖʐən/, sendo o último a fonte para o etnônimo chinês Hezhe'Hezhe.

## Geografia
A língua é falada em vários locais ou dialetos distribuídos por áreas distantes umas das outras:
- Alto e baixo rio Amur – dialetos Naykhin, Dzhuen, Bolon, Ekon, etc.: áreas sobre esse rio abaixo de Khabarovsk – distritos do Krai de Khabarovcki tais como  Nanai, Amursk, Solnechny e Komsomolsk-na-Amure;
- Dialeto Kur-Urmi: área no entorno da cidade e distrito de Khabarovsk (rios Kur e Urmi); provávelmente não seja Nanai, nem sequer língua Tugúsica meridional (ver língua kili)
- Dialeto Bikin: Distrito Pozharsky do Krai de Primorsky (trecho médio do rio Ussuri)[3]
- Dialeto Sungari: Áreas de fronteira no rio Ussuri, Heilongjiang, China.[4]

## Escrita
Os primeiros livros em língua Nanai foram impressos por missionários da Igreja Ortodoxa no final do século XIX em uma forma própria do alfabeto cirílico. Nos anos 1920s-30, depois de várias tentativas, a forma atual da escrita para o Nanai foi criada por uma equipe de linguistas russos liderados por’Valentin Avrorin. A linguagem Nanai usa o exatamente o a mesma ortografia da língua russa
| А а | Б б | В в | Г г | Д д | Е е | Ё ё | Ж ж |
| З з | И и | Й й | К к | Л л | М м | Н н | О о |
| П п | Р р | С с | Т т | У у | Ф ф | Х х | Ц ц |
| Ч ч | Ш ш | Щ щ | Ъ ъ | Ы ы | Ь ь | Э э | Ю ю |
| Я я |     |     |     |     |     |     |     |

## Fonologia

### Vogais
A língua Nanai apresenta sete fonemass vogais: /i, u, y, o, œ, a, ə/. Usam-se doze ditongos: /ai, ao, əi, əo, ia, iə, io, iu, ua, ui, uo, oi, ya, yə/; Há ainda três tritongos: /iao, uai/. As vogais têm seus sons mudados conforme as consoantes próximas:
- [i] se torna [] depois de [dz, ts, s]
- /i/ se torna  [ɪ] depois de /ɖʐ, ʈʂ, s/
- /i/ se torna [i̟] depois de /m, n, l, d/
- A consoante oclusiva glotal [ʔ] aparece antes de /i/ quando inicia um sáliaba e está antes de /dz, s, tɕ, ɕ, l, m, ŋ/.
- /ɘ/ pode opcionalmente se tornar [ɯ] em sílabas não iniciais.
- A vogal de uma sílaba final é nasalizada diante de /n/

A tabela a seguir mostra a harmonia das vogais:
| Classe         | Grupo   | Membros | Notas                                                                |
| -------------- | ------- | ------- | -------------------------------------------------------------------- |
| vogais Yang    | Grupo 1 | [a]     |                                                                      |
| vogais Yang    | Grupo 2 | [o, œ]  | Não aparecem depois de [i, u, y]; [o] não aparece depois de [œ]      |
| Vogais Yin     | Grupo 3 | [ə]     | Depois de [a, o], se torna neutra e se harmoniza vom qualquer vogal. |
| Vogais Neutras | Grupo 4 | [i]     |                                                                      |
| Vogais Neutras | Grupo 5 | [u, y]  | [y] nunca aparece repetidade depois de [y]                           |

### Consoantes
São 28 os sons para consoantes:
|                | Labial | Labial | Dental / alveolar | Dental / alveolar | Retroflexiva | Retroflexiva | Alvéolo Palatal | Alvéolo Palatal | Velar | Velar | Uvular | Uvular |
| -------------- | ------ | ------ | ----------------- | ----------------- | ------------ | ------------ | --------------- | --------------- | ----- | ----- | ------ | ------ |
| Plosiva        | p      | b      | t                 | d                 |              |              |                 |                 | k     | ɡ     | q      | ɢ      |
| Africada       |        |        | ts                | dz                | ʈʂ           | ɖʐ           | tɕ              | dʑ              |       |       |        |        |
| Fricativa      | f      |        | s                 |                   | ʂ            | ʐ            | ɕ               |                 | x     |       | χ      |        |
| Nasal-Oclusiva |        | m      |                   | n                 |              |              |                 |                 |       | ŋ     |        |        |
| Aproximante    |        |        |                   | l                 |              |              |                 | j               |       | w     |        |        |
| Rótica         |        |        |                   | r                 |              |              |                 |                 |       |       |        |        |

Consoantes fonêmicas podem ser seus sons alterados como segue:
- /s ɕ χ/ se torna [z ʑ ʁ] (respectivamente) entre duas vogais;
- /ɡ/ muda para [ɣ] em posição final de sílaba, antes de um [d] da sílaba seguinte.

## Amostra de texto
Texto da Bíblia publicado em  2002:
| Nanai (Cirílico) | Transliteração | Português |
| --- | --- | --- |
| ² Нёани дахамдичии уӈкини: «Кэсивэ гэлэйдуэри туй ундусу: „Боаду, уйлэ би, Эндур Ама! Гэбукуди гэрбуси бигини. Си боа яловани далачайси эрин исигини! Наду-да, боаду-да Си чихалайси бигини! | ² Nǒani dahamdičii uŋkini: "Kesive geleĭdueri tuĭ undusu: 'Boadu, uĭle bi, Endur Ama! Gebukudi gerbusi bigini. Si boa ǎlovani dalačaĭsi erin isigini! Nadu-da, boadu-da Si čihalaĭsi bigini! | ² Ele lhes disse, "Quando orardes, dizei: Pai, santificado seja o vosso nome, venha a nós o vosso reino, faça-se a vossa vontade., assim na terra como no céu '. |
| ³ Ини таондоани сиагопова эпэмбэ бунду буру. | ³ Ini taondoani siagopova epembe bundu buru. | ³ Dai-nos a cada dia o pão. |
| ⁴ Буэ оркимпова гудиэсигуру, буэ-дэ оркиӈку, наӈдаку гурумбэ гудиэсиэпу, буэ мурумпувэ-дэ эди памаванда, хай-да дялимбани, оркимбани эди дял дяпаванда“».                                    | ⁴ Bue orkimpova gudiesiguru, bue-de orkiŋku, naŋdaku gurumbe gudiesiepu, bue murumpuve-de edi pamavanda, haĭ-da dǎlimbani, orkimbani edi dǎl dǎpavanda.'"                                    | ⁴ Perdoai nosso pecados sins, para que nós perdoemos aquele que pecar conta nós. E levai-nos a não cair em tentação"                                             |

Pai Nosso
Нёани дахамдичии уӈкини: «Кэсивэ гэлэйдуэри туй ундусу: „Боаду, уйлэ би, Эндур Ама! Гэбукуди гэрбуси бигини. Си боа яловани далачайси эрин исигини! Наду-да, боаду-да Си чихалайси бигини! ; Ини таондоани сиагопова эпэмбэ бунду буру ; Буэ оркимпова гудиэсигуру, буэ-дэ оркиӈку, наӈдаку гурумбэ гудиэсиэпу, буэ мурумпувэ-дэ эди памаванда, хай-да дялимбани, оркимбани эди дял дяпаванда“».
Português
Ele lhes disse, "Quando vocês orarem digam: 'Pai, sagrado seja teu nome, venha  teu reino, seja feita tua vontade, no céu e na terra; D~e-nos cada dia o pão; perdoe nossos pecados, para que nós também perdoemos cada um que pecar contra nós; e nos livre da tentação"